# Lexias pardalis
Lexias pardalis (лат.) — вид бабочек из семейства нимфалид (Nymphalidae) и подсемейства ленточников и пеструшек (Limenitidinae).

## Описание
Отличается от Lexias dirtea оранжево-коричневой булавой усиков. У самцов крылья чёрные с зеленовато-синими краями. У самок крылья тёмно-коричневые с желтыми пятнами по краям. Размах крыльев 80—90 мм.

## Образ жизни
Бабочки питаются соками  гниющих фруктов.

## Подвиды
Данный вид определён в подгруппу dirtea и разделяется на следующие подвиды. 
- L. p. borneensis Tsukada, 1991 — о. Натау, Борнео, о. Лаут
- L. p. cavarna Fruhstorfer, 1913 — Филиппины (Балабак)
- L. p. dirteana (Corbet, 1941) — Сингапур
- L. p. eleanor (Fruhstorfer, 1898) — Южный Китай, Лаос, Вьетнам
- L. p. ellora Fruhstorfer, 1898 — Филиппины (Миндоро)
- L. p. gigantea Fruhstorfer, 1898 — о. Ниас
- L. p. jadeitina (Fruhstorfer, 1913) — Северо-Восточная Индия, от Бирмы до Северного Таиланда, Южный Юньнань
- L. p. nasiensis Tsukada, 1991 — о. Ви, о. Наси
- L. p. nephritica Fruhstorfer, 1913 — Суматра
- L. p. nigricans Hanafusa, 1989 — о. Каримата
- L. p. pallidulus Tsukada, 1991 — Малуккские о.
- L. p. pardalis (Moore, 1878) — Хайнань
- L. p. ritsemae Fruhstorfer, 1905 — о. Бангка
- L. p. saifuli Hanafusa, 1992 — о. Сиберут
- L. p. silawa Fruhstorfer, 1913 — о. Белитунг